# Abiskojaure
Het Abiskojaure, Noord-Samisch: Abeskojávri, is een meer in Zweden. Het meer is langgerekt, ligt in de gemeente Kiruna tussen bergtoppen van 1500 en 1150 meter hoogte en vangt het water uit de Gámaeatnu op, dat vanuit het hooggebergte komt. De afwatering is naar het noorden door de Abiskorivier.
Er ligt een berghut aan het meer, die dezelfde naam Abiskojaure heeft gekregen en door het Zweedse toeristenbureau wordt onderhouden, waar 53 overnachtingsplaatsen zijn. De hut ligt aan Kungsleden. Vanuit de hut is het 15 kilometer lopen naar Abisko, 24 km naar Unna Allakas Fjällstuga, een andere berghut, en 20 km naar Alesjaure berghut.
Válfojohka → Kamajåkka → meer Abiskojaure → Nationaal park Abisko samen 40 km → meer Torneträsk 70 km → Torne → Botnische Golf